# La Triple Nelson
La Tripla Nelson è un gruppo di rock uruguayano formatosi a gennaio del 1998. È composto attualmente da Christian Cary (chitarra e voce), Fernando "Paco" Pintos (basso e cori) e Rafael Ugo (batteria).

## Storia
La prima formazione della band era composta da Christian Cary (voce e chitarra), "Paco" Pintos (basso) e Ruben Otonello (batteria): suonavano principalmente in piccoli locali durante la stagione estiva. I loro brani erano cover di canzoni rock e blues, uno stile che hanno mantenuto nel tempo. In seguito, hanno proseguito la carriera arrivando a Montevideo.
Nell'anno 2000 hanno vinto il concorso "Probandas 2000", organizzato dal Canale 10, con la canzone Billete.
Nel 2001, la banda registra il suo primo disco, Immergo, in poche ore di lavoro in studio a Maldonado, editato in forma indipendente.
Nel 2002 fanno i primi concerti all'estero, realizzando un tour in Perù. Durante l'anno, oltre presentarsi assiduamente dal vivo, si sono concentrati nella composizione del materiale che, in seguito, avrebbe formato il secondo CD.
Agli inizi del 2003 il batterista Rubén Otonello abbandona la band e ha viene sostituito da Marcelo “Mape” Bossio. Con questa nuova formazione viaggiano in Brasile e realizzano un tour di 15 giorni presentandosi in 19 show.
Nel 2004 la band ha lanciato il secondo disco, Seguir mejor, registrato negli Studi Ion di Buenos Aires e prodotto dall'etichetta argentina Barca. Il disco ha avuto l'appoggio del Fondo Nazionale della Musica (FONAM) ed è stato distribuito in Uruguay dalla Bizarro Records. La canzone principale è Sin tu ángel e ne è stato tratto un videoclip a luglio del 2004, diretto da Santiago Paiz. È stato presentato ad agosto dello stesso anno presso la Sala Zitarrosa e ha ricevuto il plauso sia del pubblico che della stampa. A partire dalla pubblicazione di questo disco il gruppo ha cominciato a suonare a Buenos Aires. Il disco è stato nominato nel 2005 nei Premios Graffiti come migliore album.
L'anno 2005 è stato molto importante per la banda dal punto di vista della popolarità: oltre a vincere ai Premios Graffiti, i musicisti hanno tenuto spettacoli nei palcoscenici più importanti, sia in forma individuale che come invitati di band internazionali (Divididos, Memphis la Blusera) o in show d'insieme (Pilsen Rock, Fiesta X).
Nel 2006 hanno realizzato il terzo disco, per Bizarro Records, titolato Tres. L'album è stato presentato presso il Cinema Plaza.
Nel 2008 hanno prodotto il loro primo album dal vivo, Un montón de vivos, registrato un anno prima nella sala del Movie Center Montevideo. L'album ha ricevuto due volte il trofeo dei Premios Graffiti nel 2009, come migliore album dal vivo e come migliore album blues.
Nell'ottobre del 2008 Marcelo “Mape” Bossio si ritira della band e viene sostituito da Guillermo Vila. Alla fine di dicembre del 2009, la band annuncia ancora il ritiro del batterista e la sua sostituzione con Rafael Ugo.
Nel 2010 pubblicano l'album Caos natural, che vince come migliore album rock ai Premios Graffiti del 2011. Con questo album la band ritorna anche a realizzare una serie di recital in Argentina.
Alla fine del 2010 presentano nel Teatro de Verano di Montevideo un show con l'Orchestra Filarmonica di Montevideo. La collaborazione si ripete in varie occasioni, una di queste a febbraio del 2011 nel Teatro Solis, nell'occasione della registrazione del disco (edito in formato CD e DVD) Ciento 3. Quest'ultimo album ha vinto i premi come migliore DVD musicale e migliore album musicale ai Premios Graffiti del 2012, oltre ad nominato come album dell'anno.
Nel 2012 realizzano il quinto album in studio, Agua y sal, vincendo il premio come migliore album rock ai Premios Graffiti del 2013.
A partire dal 2013, il trio comincia a presentarsi dal vivo come quartetto, introducendo Ignacio Labrada alle tastiere, sostituito in seguito da Manuel Contrera. Benché la presenza di un tastierista nella band sia costante, tanto negli spettacoli dal vivo quanto nei dischi, essi vengono sempre presentati come musicisti invitati, quindi non in formazione ufficiale.
Nel 2014 hanno registrato il terzo disco dal vivo, per il ciclo "Autores en Vivo" di AGADU (Asociación General de Autores del Uruguay). L'album si intitola Electro acústica mente ed è stato nominato nel 2015 ai Premios Graffiti come migliore DVD musicale e migliore album dal vivo.
Nel 2015 hanno pubblicato un nuovo album in studio, dal titolo La sed. L'anno seguente ha vinto ai Premios Graffiti come migliore album rock e blues; oltretutto, la banda è stato premiata come la migliore dell'anno.
Nel settembre del 2016, celebrando 18 anni di carriera, hanno realizzato uno spettacolo al Teatro Solís, che è stato registrato per trarne un album doppio, pubblicato nel 2018 con il titolo 20 años. Per festeggiare i 20 anni di carriera hanno realizzato una serie di tre spettacoli, in quello stesso palcoscenico, nel maggio del 2018.
Hanno partecipato nel 2016 al Cosquín Rock e hanno realizzato nel 2018 un show nella Trastienda.

## Caratteristiche musicali
Il sound caratteristico della band è il risultato di un miscuglio fra una chitarra elettrica Fender Stratocaster che si intercala con una Gibson Gli Paul (entrambe modificate da vari effetti e con un frequente uso del wah wah); il suono del basso è molto marcato, la batteria potente e la voce di Christian Cary esprime l'anima rock del gruppo,
Nessuno di questi elementi perde la propria individualità negli show: la band ha sempre ricevuto il plauso per l'alta qualità sonora, dettaglio che ne denota la professionalità.

## Discografia
- Buceo (produzione independente, 2001)
- Seguir mejor (Barca discos, 2004)
- Tres (Koala Records, 2006)
- Un montón de vivos (Montevideo Music Group, 2008)
- Caos natural (Montevideo Music Group, 2010)
- Ciento 3 (CD y DVD, Montevideo Music Group, 2011)
- Agua y Sal (Montevideo Music Group, 2012)
- Electro Acústica Mente (CD y DVD, Montevideo Music Group, 2014)
- La Sed (Montevideo Music Group, 2015)
- 20 años (Montevideo Music Group, 2018)